# بطولة تونس للكرة الطائرة للرجال
بطولة تونس للكرة الطائرة للرجال أهم منافسة في تونس تخص رياضة الكرة الطائرة، تأسست في 1956 وتنظمها الجامعة التونسية للكرة الطائرة.

فريق الترجي الرياضي التونسي هو الأكثر تتويجا بهذه البطولة بـ24 لقبا، يليه النادي الرياضي الصفاقسي بـ11 لقبا.

## فرق موسم 2023–24[2]
| قائمة أندية بطولة تونس للكرة الطائرة للرجال 2023–24 |                |                        |         |         |                  |
| النادي                                              | المدينة        | القاعة                 | التأسيس | الألوان | المدرب           |
| الجمعية الرياضية للبريد والاتصالات بصفاقس           | صفاقس          | قاعة الرائد البجاوي    | 1967    |         | عز الدين الشافعي |
| المستقبل الرياضي بالمرسى                            | المرسى         | قاعة المرسى            | 1944    |         | طارق العوني      |
| بومهل البساتين الرياضية                             | بومهل البساتين | قاعة بومهل البساتين    | 1999    |         | عادل بن زيد      |
| النادي الأولمبي القليبي                             | قليبية         | قاعة عيسى بن نصر       | 1957    |         | نزار الشكيلي     |
| النادي الرياضي لحمام الأنف                          | حمام الأنف     | قاعة عبد العزيز غلالة  | 1944    |         | نورالدين بن يونس |
| النادي الرياضي الصفاقسي                             | صفاقس          | قاعة الرائد البجاوي    | 1964    |         | غازي قوبعة       |
| الترجي الرياضي التونسي                              | تونس           | قاعة محمد الزواوي      | 1956    |         | هشام الكعبي      |
| النجم الرياضي الساحلي                               | سوسة           | القاعة الأولمبية بسوسة | 1957    |         | وليد عباس        |
| فتح حمام الأغزاز                                    | حمام الأغزاز   | قاعة حمام الأغزاز      | 1957    |         | بلال بن حسين     |
| المولدية الرياضية ببوسالم                           | جندوبة         | قاعة بوسالم            | 1988    |         | عامر النصراوي    |
| سعيدية سيدي بوسعيد                                  | سيدي بوسعيد    | قاعة سيدي بوسعيد       | 2012    |         | مروان الفهري     |
| الاتحاد الرياضي للنقل بصفاقس                        | صفاقس          | قاعة الرائد البجاوي    | 1963    |         | سمير بن سالم     |

صعد: بومهل البساتين الرياضية
نزل: نادي الخطوط التونسية

## الفائزين
| - 1956: هرزيليا الرياضية - 1957: التحالف الرياضي التونسي - 1958: التحالف الرياضي التونسي - 1959: النجم الرياضي بحلق الوادي - 1960: التحالف الرياضي التونسي - 1961: النجم الرياضي بحلق الوادي - 1962: المستقبل الرياضي بالمرسى - 1963: المستقبل الرياضي بالمرسى - 1964: الترجي الرياضي التونسي - 1965: الترجي الرياضي التونسي - 1966: الترجي الرياضي التونسي - 1967: الترجي الرياضي التونسي - 1968: الترجي الرياضي التونسي - 1969: الترجي الرياضي التونسي - 1970: المستقبل الرياضي بالمرسى - 1971: المستقبل الرياضي بالمرسى - 1972: الاتحاد الرياضي للنقل بصفاقس - 1973: المستقبل الرياضي بالمرسى - 1974: النجم الأولمبي لحلق الوادي والكرم - 1975: المستقبل الرياضي بالمرسى - 1976: الترجي الرياضي التونسي - 1977: النادي الأولمبي القليبي - 1978: الترجي الرياضي التونسي - 1979: النادي الرياضي الصفاقسي - 1980: المستقبل الرياضي بالمرسى - 1981: النادي الإفريقي - 1982: النادي الرياضي الصفاقسي - 1983: النادي الإفريقي - 1984: النادي الرياضي الصفاقسي - 1985: النادي الرياضي الصفاقسي - 1986: النادي الرياضي الصفاقسي - 1987: النادي الرياضي الصفاقسي - 1988: النادي الرياضي الصفاقسي - 1989: النادي الإفريقي - 1990: النادي الإفريقي | - 1991: النادي الإفريقي - 1992: النادي الإفريقي - 1993: الترجي الرياضي التونسي - 1994: النادي الإفريقي - 1995: النجم الرياضي الساحلي - 1996: الترجي الرياضي التونسي - 1997: الترجي الرياضي التونسي - 1998: الترجي الرياضي التونسي - 1999: الترجي الرياضي التونسي - 2000: النجم الرياضي الساحلي - 2001: النجم الرياضي الساحلي - 2002: النجم الرياضي الساحلي - 2003: النادي الأولمبي القليبي - 2004: النادي الرياضي الصفاقسي - 2005: النادي الرياضي الصفاقسي - 2006: النجم الرياضي الساحلي - 2007: الترجي الرياضي التونسي - 2008: الترجي الرياضي التونسي - 2009: النادي الرياضي الصفاقسي - 2010: السعيدية الرياضية - 2011: النجم الرياضي الساحلي - 2012: النجم الرياضي الساحلي - 2013: النادي الرياضي الصفاقسي - 2014: النجم الرياضي الساحلي - 2015: الترجي الرياضي التونسي - 2016: الترجي الرياضي التونسي - 2017: النجم الرياضي الساحلي - 2018: الترجي الرياضي التونسي - 2019: الترجي الرياضي التونسي - 2020: الترجي الرياضي التونسي - 2021: الترجي الرياضي التونسي - 2022: الترجي الرياضي التونسي - 2023: الترجي الرياضي التونسي - 2024: الترجي الرياضي التونسي |

### حسب النادي
| النادي                            | الألقاب |
| --------------------------------- | ------- |
| الترجي الرياضي التونسي            | 24      |
| النادي الرياضي الصفاقسي           | 11      |
| النجم الرياضي الساحلي             | 9       |
| النادي الإفريقي                   | 7       |
| المستقبل الرياضي بالمرسى          | 7       |
| النجم الأولمبي لحلق الوادي والكرم | 3       |
| التحالف الرياضي التونسي           | 3       |
| النادي الأولمبي القليبي           | 2       |
| الاتحاد الرياضي للنقل بصفاقس      | 1       |
| السعيدية الرياضية                 | 1       |
| هرزيليا الرياضية                  | 1       |

## مقالات ذات صلة
- بطولة تونس للكرة الطائرة للسيدات
- كأس تونس للكرة الطائرة للرجال
- الجامعة التونسية للكرة الطائرة

## روابط خارجية
- الموقع الرسمي.